# Windows NT 3.1
Windows НТ 3.1 (Windows NT 3.1) је прво издње Мајкрософтовог Windows-а NT дизајнираног за сервере и пословне намене, доступно од 27. јула 1993. Ознака верзије је била изабрана тако да се слаже са једном од Windows 3.1x серије, која је тада била последње објављено издање оперативног система са графичким корисничким окружењем. Биле су доступне две верзије овог Windows-а: Windows НТ 3.1 и Windows НТ адвенст сервер (енгл. Windows NT Advanced Server).
Оперативни систем је радио на интеловим x86, DEC Alpha, и MIPS R4000 процесорима.